# Myristica laevis
Espèce
Statut de conservation UICN

 VU D2 : Vulnérable
 Myristica laevis subsp. badia 
Statut de conservation UICN

 VU D2 : Vulnérable
 Myristica laevis subsp. laevis 
Myristica laevis est une espèce de plantes du genre Myristica de la famille des Myristicaceae.

## Liste des sous-espèces
Selon Catalogue of Life (18 septembre 2020) :
- sous-espèce Myristica laevis subsp. badia
- sous-espèce Myristica laevis subsp. laevis